# Stara Moravica
Stara Moravica (ćir.: Стара Моравица, mađ.: Bácskossuthfalva) je naselje u općini Bačka Topola u Sjevernobačkom okrugu u Vojvodini.

## Stanovništvo
U naselju Stara Moravica živi 5.699 stanovnika, od čega 4.666 punoljetna stanovnika, prosječna starost stanovništva je 41,3 godina (39,3 kod muškaraca i 43,1 kod žena). U naselju ima 2106 domaćinstva, a prosječan broj članova po domaćinstvu je 2,54.
Prema popisu iz 1991. godine u naselju je živjelo 6.266 stanovnika.
| Etnički sastav 2002. |            |        |
| Narod                | Stanovnika |        |
| Mađari               | 4.795      | 84,13% |
| Srbi                 | 505        | 8,86%  |
| Hrvati               | 67         | 1,17%  |
| Jugoslaveni          | 54         | 0,94%  |
| Romi                 | 36         | 0,63%  |
| Slovenci             | 13         | 0,22%  |
| Crnogorci            | 11         | 0,19%  |
| Bunjevci             | 8          | 0,14%  |
| Albanci              | 8          | 0,14%  |
| Nijemci              | 6          | 0,10%  |
| ostali               | 15         | 0,24%  |
| nepoznato            | 4          | 0,07%  |

| broj stanovnika | 6919  | 6682  | 6904  | 6737  | 6449  | 6266  | 5699  |
|                 | 1948. | 1953. | 1961. | 1971. | 1981. | 1991. | 2001. |

## Vanjske poveznice
- Karte, položaj vremenska prognoza  Arhivirana inačica izvorne stranice od 3. siječnja 2010. (Wayback Machine)
- Satelitska snimka naselja  Arhivirana inačica izvorne stranice od 8. ožujka 2021. (Wayback Machine)

## Galerija
- Kalvinistička crkva
- Katolička crkva